# 延施瓦尔德
延施瓦尔德（德語：Jänschwalde）是德国勃兰登堡州的市镇，隶属于施普雷-奈瑟县，总面积为82.37平方千米，截至2023年12月31日总人口为1,504人。